# Кривошеино (деревня, Москва)
Кривоше́ино — деревня в Троицком административном округе Москвы (до 1 июля 2012 года была в составе Наро-Фоминского района Московской области). Входит в состав поселения Первомайское.
Название деревни, предположительно, связано с некалендарным личным именем Кривошея.

## Население
| 1859 | 1890 | 1899 | 1926 | 2002 | 2006 | 2010 |
| ---- | ---- | ---- | ---- | ---- | ---- | ---- |
| 104  | ↗126 | ↘101 | ↗124 | ↘15  | ↘6   | ↗13  |

Согласно Всероссийской переписи, в 2002 году в деревне проживало 15 человек (9 мужчин и 6 женщин). По данным на 2005 год, в деревне проживало 6 человек.

## География
Деревня Кривошеино находится в северной части Троицкого административного округа, у границы с Новомосковским административным округом, примерно в 11 км к северо-западу от центра города Троицка, на правом берегу реки Незнайки бассейна Пахры.
В деревне одна улица — Ключевая, приписано два садоводческих товарищества. В 1,5 км к северу проходит Киевское шоссе М3. Ближайший населённый пункт — деревня Марфино.

## История
В «Списке населённых мест» 1862 года — казённая деревня 1-го стана Подольского уезда Московской губернии, по правую сторону старокалужского тракта, в 27 верстах от уездного города и 29 верстах от становой квартиры, при речке Незнайке, с 16 дворами и 104 жителями (48 мужчин, 56 женщин).
По данным на 1899 год — деревня Десенской волости Подольского уезда с 101 жителем.
В 1913 году — 25 дворов.
По материалам Всесоюзной переписи населения 1926 года — центр Кривошеинского сельсовета Десенской волости Подольского уезда в 9,6 км от Калужского шоссе и 8,5 км от станции Кокошкинская Киево-Воронежской железной дороги, проживало 124 жителя (55 мужчин, 69 женщин), насчитывалось 24 крестьянских хозяйства.
1929—1946 гг. — населённый пункт в составе Красно-Пахорского района Московской области.
1946—1957 гг. — в составе Калининского района Московской области.
1957—1960 гг. — в составе Ленинского района Московской области.
1960—1963, 1965—2012 гг. — в составе Наро-Фоминского района Московской области.
1963—1965 гг. — в составе Звенигородского укрупнённого сельского района Московской области.